# Alex Johnson (baloncestista)
Alex Johnson (Toronto, Ontario, 18 de enero de 1988) es un exbaloncestista canadiense. Con 1,80 metros de estatura, jugaba en la posición de base.

## Trayectoria deportiva

### Universidad
Jugó tres temporadas en los Roadrunners de la Universidad Estatal de California en Bakersfield, en las que promedió 9,3 puntos, 2,7 asistencias y 2,3 rebotes por partido, perdiéndose la temporada 2009-10 entera por una lesión en la rodilla.
En 2011 fue transferido a los NC State de la Universidad Estatal de Carolina del Norte, donde jugó su temporada sénior, en la que promedió 4,4 puntos y 2,8 asistencias por partido.

### Profesional
Tras no ser elegido en el Draft de la NBA de 2012, firmó su primer contrato profesional con el BC Timba Timișoara de la liga rumana, donde jugó una temporada en la que promedió 9,6 puntos y 3,0 asistencias por partido.
Al año siguiente regresó a su país, y se convirtió en el primer canadiense en ser elegido número 1 del Draft de la NBL. En su primera temporada en la liga, jugando con los Mississauga Power, fue seleccionado para disputar el All-Star y finalmente elegido en el mejor quinteto canadiense de la liga.
El 29 de diciembre de 2014 fichó por los Saint John Mill Rats, con los que acabó la liga promediando 8,3 puntos y 4,9 asistencias por partido. Un año después fichó por la reciente formación de los Halifax Hurricanes, donde únicamente disputó seis partidos antes de ser despedido, fichando pocos días después por los Windsor Express, con los que acabó la temporada promediando 5,0 puntos y 2,7 rebotes por partido.
El 30 de octubre de 2016 fue adquirido por los Grand Rapids Drive de la NBA Development League.
El 24 de febrero se anunció su incorporación a los Caballeros de Culiacán del CIBACOPA de México.
Si bien en 2018 y 2019 compitió en el Másters de Saskatoon del Tour Mundial de Baloncesto 3x3 representando, respectivamente, a Montreal y a Toronto, fue a partir de 2021 que se convirtió en jugador regular de ese circuito deportivo profesional actuando en 2021 para Edmonton, en 2022 para Chicago y en 2023 para Toronto.

## Selección nacional
Johnson es miembro de la selección de baloncesto 3x3 de Canadá, con la que ha disputado el Torneo Preolímpico Masculino 3x3 FIBA 2020, los Juegos de la Mancomunidad de 2022 y tres ediciones de la AmeriCup FIBA 3x3 (2021, 2022 y 2023). 